# Tagò
Il Tagò è un gioco d'azzardo con le carte, basato su un mazzo di 30 carte, che prevede la competizione fra giocatori rispetto alla scommessa contro il banco.
Si caratterizza da un "punto di riferimento" ovvero un punteggio al quale i giocatori devono avvicinarsi maggiormente. Esistono condizioni particolari come il tris o la coppia che sono considerati di maggiore valore.
In ogni partita al giocatore vengono distribuite 3 carte e vengono contestualmente posizionate le carte del "punto di riferimento", le carte vengono scoperte gradualmente e sono seguite da giri di scommesse da parte dei giocatori.
Al giocatore è lasciata la possibilità di decidere di modificare il proprio punteggio, annullando il valore delle carte uguali o in certi casi anche quello del "punto di riferimento", queste variabili costituiscono un forte fattore di imprevedibilità fino alla fine della partita.

## Le carte
Il gioco si pratica con un particolare mazzo di carte, ogni carta rappresenta un valore, i valori sono da 0 a 8, compreso la speciale carta ½ (mezzo). Ogni carta è ripetuta 3 volte per un totale di 30 carte.
- 0 (3 carte)
- 1/2 (3 carte)
- 1 (3 carte)
- 2 (3 carte)
- 3 (3 carte)
- 4 (3 carte)
- 5 (3 carte)
- 6 (3 carte)
- 7 (3 carte)
- 8 (3 carte)

## Come si gioca
Al tavolo da gioco siedono i giocatori da un minimo di 2 fino ad un massimo di 8.
Il gioco inizia con la distribuzione delle carte, 3 per ogni giocatore e 3 carte che formano il "punto di riferimento".
La somma delle carte del punto di riferimento costituisce il valore a cui i giocatori devono avvicinarsi maggiormente, le differenze per eccesso o per difetto sono considerate allo stesso modo.
Esistono condizioni in cui il giocatore possiede una combinazione di carte che hanno maggiore valore rispetto al punteggio, queste sono nell'ordine:
- Tris di zero (tre carte 0)
- Copia (possedere le stesse carte del punto di riferimento)
- Tris (tre carte uguali, escluso lo 0)
- Valore (la somma del valore delle carte identica a quella del punto di riferimento)

Nel calcolo del punteggio il giocatore può decidere di annullare due carte dello stesso valore, nel caso in cui con l'esclusione di queste due carte la somma del punteggio si avvicini di più al punto di riferimento. Il giocatore di mano, può decidere l'annullamento anche nel punto di riferimento.

## Sviluppo della partita
Inizialmente viene richiesto ad ogni giocatore l'ante, la scommessa minima per partecipare al gioco, vengono distribuite le 3 carte del punto (di cui una coperta) e 3 carte per ogni giocatore, 2 visibili a tutti e una carta coperta.
Segue il primo di giro di scommesse, per continuare a giocare occorre scommettere lo stesso importo di ogni altro giocatore oppure "rilanciare" superando tale importo e richiedendo agli altri giocatori di allinearsi per continuare.
Viene scoperta a tutti la terza carta del punto di riferimento, definendo così il punteggio di riferimento e segue il secondo giro di scommesse.
I giocatori rimasti in gioco potranno vedere ciascuno la propria carta coperta ed effettuare un ultimo giro di scommesse.
A questo punto i giocatori rimanenti scoprono le proprie carte e viene stabilito il vincitore (o i vincitori in caso di parità).